# Malé Žernoseky
Malé Žernoseky – gmina w Czechach, w powiecie Litomierzyce, w kraju usteckim. 1 stycznia 2014 liczyła 717 mieszkańców.
W miejscowości jest przystanek kolejowy Malé Žernoseky.